# Gabriel García
Gabriel García Fernández (Carolina, 8 gennaio 1999) è un pallavolista portoricano naturalizzato statunitense, opposto della Trentino.

## Carriera

### Club
La carriera di Gabriel García inizia nella squadra giovanile del Borinquen Coquí, dove muove i primi passi all'età di dodici anni. In seguito gioca parallelamente nei tornei scolastici portoricani, impegnato con la Saint Francis School, mentre nella stagione 2016-17 fa il suo esordio da professionista nella Liga de Voleibol Superior Masculino, facendo parte dei Changos de Naranjito.
Si trasferisce per motivi accademici negli Stati Uniti d'America, dove gioca nella NCAA Division I dal 2018 al 2021 con la Brigham Young: viene insignito di numerosi riconoscimenti individuali, tra i quali quello di National Player of the Year del 2020, raggiungendo la finale per il titolo nazionale durante il suo senior year.
Nella stagione 2021-22 viene ingaggiato dalla Lube, club impegnato nella Superlega italiana, con la quale vince lo scudetto. Dopo un biennio coi marchigiani, per il campionato 2023-24 approda al Padova, sempre nella massima divisione italiana, dove resta anche nel campionato seguente, ma indossando la casacca della Trentino, conquistando il campionato.

### Nazionale
Fa parte della nazionale portoricana under 19 in occasione dei campionati mondiali 2015 e 2017, conquistando invece la medaglia di bronzo alla Coppa panamericana 2017, dove viene premiato come miglior realizzatore e miglior opposto del torneo, oltre a mettere al segno il record di punti in un singolo incontro del torneo, siglandone 43; con la selezione under 21 è invece impegnato alla Coppa panamericana 2017.
Nel 2019 fa il suo debutto in nazionale maggiore in occasione della NORCECA Champions Cup, mentre due anni più tardi conquista la medaglia d'oro al campionato nordamericano 2021, dove indossa per l'ultima volta la maglia della nazionale portoricana. Nel 2022 viene approvato il suo cambio di nazionalità sportiva, che lo rende eleggibile da parte della nazionale statunitense a partire dal 2024.
Debutta con la nazionale a stelle e strisce durante la Volleyball Nations League 2024 e poi vince la medaglia d'argento alla Coppa panamericana 2024, venendo anche premiato come miglior realizzatore.

## Palmarès

### Club
- Campionato italiano: 2

2021-22, 2024-25

### Nazionale (competizioni minori)
- Coppa panamericana under 19 2017
- Coppa panamericana 2024

### Premi individuali
- 2017 - Coppa panamericana under 19: Miglior realizzatore
- 2017 - Coppa panamericana under 19: Miglior opposto
- 2018 - All-America Second Team
- 2018 - National Newcomer of the Year
- 2019 - All-America Second Team
- 2020 - All-America First Team
- 2020 - National Player of the Year
- 2021 - All-America First Team
- 2021 - NCAA Division I: Columbus National All-Tournament Team
- 2024 - Coppa panamericana: Miglior realizzatore